# Géochimie organique
La géochimie organique est l'étude de l'impact que les organismes étudiés sous l'angle de la chimie organique ont sur la Terre.
Cette discipline comprend l'étude des sédimentations récentes, afin de comprendre le cycle du carbone, les changements climatiques, les processus liés aux océans, etc. ; l'étude des sédimentations plus anciennes, afin de comprendre l'origine et les sources des fluides étudiés en géochimie pétrolière.